# University of Wisconsin–Madison

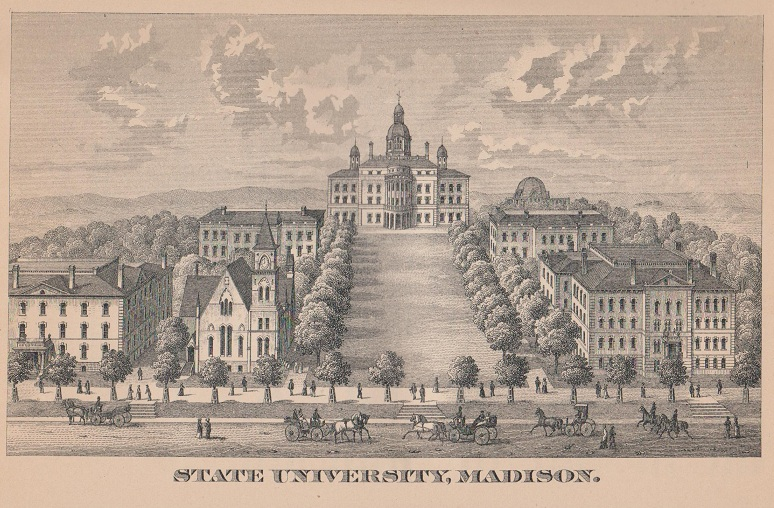
O ilustrare timpurie a campusului din ediția din 1885 a Wisconsin Blue Book.

University of Wisconsin–Madison (cunoscută, de asemenea, sub numele de  U Dub, University of Wisconsin, Wisconsin, UW, sau la nivel regional ca UW–Madison, sau pur și simplu Madison) este o universitate publică de cercetare din Madison, Wisconsin, Statele Unite ale Americii. Fondată atunci când Wisconsin a obținut statutul de stat al SUA în 1848, UW–Madison este universitatea oficială de stat din Wisconsin, și pilot campusul de la Universitatea din Wisconsin Sistem. A fost prima universitate publică înființată în Wisconsin și rămâne cea mai veche si mai mare universitate de stat din acel stat. A devenit o land-grant university în 1866. Principalul campus întins pe 933 de acri (378 ha) include patru situri istorice naționale.
UW–Madison este organizată în 20 de școli și colegii, în care sunt înmatriculați 29.536 de studenți și 13.802 cursanți ai studiilor postuniversitare și a acordat 6.902 diplome de licență, 2.134 diplome de master și 1.506 titluri de doctorat în anul universitar 2014-2015. Universitatea are peste 21.600 de cadre didactice. Programul său academic oferă 136 de specializări universitare, împreună cu 148 de programe de masterat și 120 de programe de doctorat.
UW este una dintre universitățile Public Ivy ale Americii, adică este o universitate publică de top în Statele Unite ale Americii, capabilă să ofere o educație universitară comparabilă cu cea a universităților din Ivy League. UW–Madison este, de asemenea, clasificată ca o universitate doctorală cu activitate de cercetare foarte înaltă în Clasificarea Carnegie a Instituțiilor de Învățământ Superior. În 2012 a avut cheltuieli de cercetare de mai mult de 1,1 miliarde de dolari, fiind, din acest punct de vedere, a treia cea mai mare universitate din țară. University of Wisconsin este membru fondator al Asociației Universităților Americane.

## Absolvenți și profesori notabili
În anul 2017 UW–Madison avea mai mult de 427.000 de absolvenți în viață. Deși un număr mare de absolvenți locuiesc în Wisconsin, un număr semnificativ locuiesc și în Illinois, Minnesota, New York, California și Washington, D.C.
Absolvenții și profesorii UW–Madison au fost distinși cu 21 de premii Nobel și 34 de premii Pulitzer.